# 레이철 블랜처드
레이철 블랜처드(Rachel Blanchard, 1976년 3월 19일 ~ )는 캐나다의 배우이다.

## 출연 작품
- The summer I turned pretty
- 딥 워터 (2020)
- 다크 하트 (2014)
- 팜므파탈의 트랩 (2013)
- 마이 엉클 라파엘 (2012)
- 매드 쉽 (2012)
- 오버나잇 (2010)
- 데이드림 네이션 (2010)
- 오픈 하우스 (2010)
- 에브리씽 쉬 에버 원티드 (2009)
- S러버 (2009)
- 빨간머리 앤 - 새로운 시작 (2008)
- 애모 (2008)
- 케어리스 (2007)
- 컴백 시즌 (2006)
- 이 영화는 아직 등급이 없다 (2006)
- 스네이크 온 어 플레인 (2006)
- 스위트 룸 (2005)
- 위드아웃 어 패들 (2004)
- 체이싱 홀든 (2003)
- 들개들 (2002)
- 슈가 앤 스파이스 (2001)
- 로드 트립 (2000)
- 캐리 2 (1999)
- 플래시 포워드 (1996)
- 제7의 천국 (1996)
- 아이언 이글 4 (1995)
- 온 마이 원 (1993)
- 우주 전쟁 (1988)
- 호보 (1979)